# 宁夏各地级市地区生产总值列表
宁夏回族自治区各地级市地区生产总值列表收录各主要年份宁夏回族自治区地级行政区（仅有地级市）的地区生产总值（GDP）总量和人均GDP指标，当年数据参考次年底出版的《中国统计年鉴》和《宁夏统计年鉴》。GDP指标有修订，地级区划单位GDP每隔五年的经济普查有修订。

## 2015年
| 宁夏回族自治区            | 2,911.77 | 467.50 |   |       | 43,805 | 7,033  |   | 100   |
| 银川市                    | 1,493.86 | 239.85 | 1 | 51.23 | 69,595 | 11,174 | 1 | 158.9 |
| 石嘴山市                  | 482.60   | 77.48  | 2 | 16.55 | 61,844 | 9,929  | 2 | 141.2 |
| 吴忠市                    | 405.60   | 65.12  | 3 | 13.91 | 29,756 | 4,778  | 3 | 67.9  |
| 固原市                    | 217.32   | 34.89  | 5 | 7.45  | 17,819 | 2,861  | 5 | 40.7  |
| 中卫市                    | 316.89   | 50.88  | 4 | 10.87 | 27,857 | 4,473  | 4 | 63.6  |
| 本表注释： 1. 2. 3. 4. 5. |          |        |   |       |        |        |   |       |